# Едуард Хукс
Едуард Вільгельмс Вінсент Марія Хукс (9 листопада 1952) — нідерландський дипломат. Надзвичайний і Повноважний Посол Королівства Нідерландів в Україні (з 2017).

## Життєпис
Народився 9 листопада 1952 року в місті Бреда. У 1977 році закінчив Амстердамський університет, політичні та соціальні науки (міжнародні відносини та міжнародне право).
З 1978 року на дипломатичній роботі в Міністерстві закордонних справ Нідерландів і працював у посольствах Королівства Нідерландів в Найробі, Софії, Москві, Дакці, Алжирі, Уагадугу і Джакарті. Він також працював у Міністерстві закордонних справ у Гаазі начальником відділу Східної Європи.
У 1996—2000 рр. — Голова Східноєвропейського підрозділу МЗС.
У 2000—2001 рр. — Політичний радник НАТО, командувач СФОР, Сараєво.
У 2001—2004 рр. — Генеральний консул Королівства Нідерландів у місті Хошімін (В'єтнам).
У 2004—2008 рр. — Генеральний консул Королівства Нідерландів у Санкт-Петербурзі.
У 2008—2012 рр. — Надзвичайний і Повноважний Посол Королівства Нідерландів у Люксембурзі.
У 2012—2017 рр. — Надзвичайний і Повноважний Посол Королівства Нідерланди у Празі (Чехія).
У 2017—2019 рр. — Надзвичайний і Повноважний Посол Королівства Нідерланди у Києві (Україна). 
10 січня 2018 року — вручив вірчі грамоти Президенту України Петрові Порошенку.